# Inteligência territorial
A Inteligência Territorial são as metodologias e ferramentas que ajudam a mobilizar os agentes locais e informações importantes, baseando-se em actividades de desenvolvimento sustentável  local. Estes sistemas combinam a administração dos sistemas de informação territorial com a mobilização de participantes na rede a trabalharem em grupo para criar informação e para transformá-la em acção.